# Nasser Al-Khelaïfi
Nasser bin Ghanim Al-Khelaïfi (arab.: ناصر بن غانم الخليفي; ur. 12 listopada 1973 w Doha) – katarski biznesmen i działacz sportowy oraz były tenisista. Pierwszy reprezentant tego państwa w historii rozgrywek ATP. Obecnie prezes Katarskiego Związku Tenisowego oraz wiceprezes Azjatyckiej Federacji Tenisowej. Od 2011 roku prezes Paris Saint-Germain F.C.

## Kariera tenisowa
Al-Khelaïfi był drugim najskuteczniejszym zawodnikiem w reprezentacji Kataru w Pucharze Davisa. Rozegrał 45 pojedynków w ciągu 10 lat (1992–2002) i ustanawiając bilans zwycięstw 12–31 w singlu oraz 12–16 w deblu. Al-Khelaïfi wystąpił tylko dwa razy w głównych rozgrywkach ATP, przegrywając oba mecze. Tym samym został pierwszym zawodnikiem kraju, któremu udało się wystąpić w głównej drabince turnieju ATP. W 2002 roku wziął udział w rozgrywkach tenisowych podczas Igrzysk Azjatyckich.
Najwyżej sklasyfikowany w rankingu singlistów był na 995. miejscu (4 listopada 2002), natomiast w zestawieniu deblistów na 1040. pozycji (8 lutego 1993).
W listopadzie 2008 roku Nasser Al-Khelaïfi został prezesem Katarskiego Związku Tenisa, natomiast w 2011 został wybrany na wiceprezesa Azjatyckiej Federacji Tenisa.

## Działalność sportowa
Nasser Al-Khelaïfi jest przewodniczącym Qatar Sports Investments (QSi) od czerwca 2011 roku. QSi to fundusz przeznaczony na inwestycje w sport i rekreację na poziomie krajowym i międzynarodowym.

### Piłka nożna
W czerwcu 2011 nowym właścicielem Paris Saint-Germain F.C. został fundusz Qatar Sports Investments. Nasser Al-Khelaïfi został nowym prezesem i dyrektorem naczelnym Paris Saint-Germain w październiku 2011 roku. Niedługo po tym, jak został mianowany prezesem, przedstawił pięcioletni plan mający podnieść znaczenie PSG we Francji i za granicą. W ramach długoterminowego planu dla klubu, Al-Khelaïfi mianował legendarnego piłkarza Leonardo nowym dyrektorem sportowym.
Przejęcie klubu sprawiło, że Paris Saint-Germain stał się nie tylko najbogatszym klubem we Francji, ale także jednym z najbogatszych na świecie. Katarska spółka zwiększyła budżet klubu do 150 mln euro, dzięki czemu możliwe było przyjście m.in. argentyńskiego pomocnika Javiera Pastore za 42 mln euro. Oprócz niego do klubu zostali sprowadzeni Blaise Matuidi, Jérémy Ménez, Maxwell, Thiago Motta oraz Salvatore Sirigu. Dzięki udanym transferom PSG kończył rundę jesienną sezonu 2011/2012 na pierwszym miejscu w tabeli (po raz pierwszy od sezonu 1996/1997). Ostatecznie PSG sezon 2011/2012 zakończył na drugim miejscu, co dało awans do Ligi Mistrzów UEFA.
W sezonie 2014/15 zespół dokonał historycznego osiągnięcia. Po raz pierwszy Paryżanie zdobyli wszystko co było do zdobycia na krajowym podwórku. W ręce PSG powędrowało trzecie z rzędu, a piąte w ogóle mistrzostwo kraju, drugi raz z rzędu Coupe de la Ligue, Coupe de France oraz drugi raz z rzędu Superpuchar. Na arenie międzynarodowej PSG wystąpił w Lidze Mistrzów, gdzie po raz trzeci zakończył udział na ćwierćfinale.

### Piłka ręczna
W czerwcu 2012 roku QSi przejął Paris Handball Club i połączył go wspólną nazwą z PSG, dzięki czemu Khelaïfi został prezesem tego klubu. PSG Handball Club osiągnęło największe sukcesy w historii klubu właśnie za kadencji Khelaïfiego. Do najważniejszych należy m.in. czterokrotne zdobycie mistrzostwa kraju w Division 1 oraz 2. miejsce w Lidze Mistrzów 2016/2017.

## Polityka
W listopadzie 2013 roku Nasser Al-Khelaïfi został ministrem bez teki w rządzie Kataru powołanym przez emira Kataru, Tamima ibn Hamada Al Saniego.